# Aharon Avraham Kabak

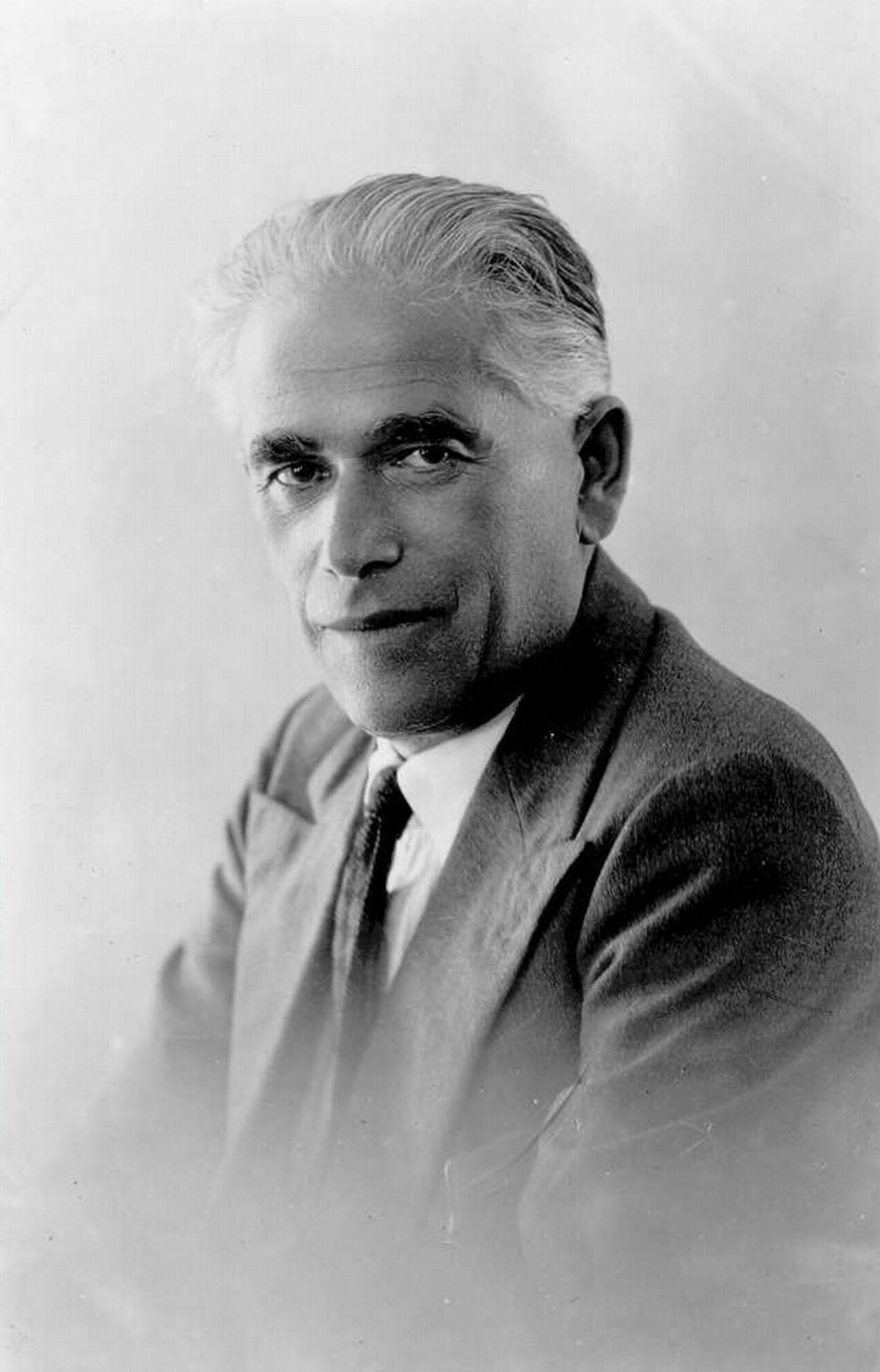
A. A. Kabak in den 1920er Jahren

Aharon Avraham Kabak (* 2. Dezember 1880 in Smorgon; † 20. November 1944 in Jerusalem) war ein hebräischsprachiger Schriftsteller der klassischen Moderne.

## Leben und Werk
Geboren 1880 im russischen Gouvernement Wilna, begann Kabak seine literarische Tätigkeit im Jahre 1901 und übersetzte russische Literatur sowie auch Werke der polnischen Schriftstellerin Eliza Orzeszkowa in die hebräische Sprache. Infolge der Revolution von 1905 zog Kabak nach Konstantinopel, wo er für die jiddische Zeitung Der Fraind schrieb, und wanderte 1911 nach Palästina ein. In seinem literarischen Schaffen konzentrierte er sich auf historische Themen. So erschien 1913–1927 seine Romantrilogie über den portugiesischen Converso Diego Pires, später bekannt als Salomon Molcho, der zum Verkünder des Messiasprätendenten David Reuveni wurde. Im Jahr 1937 erschien sein Jesus-Roman במשעול הצר (dt. Auf schmalem Pfad). Eine großangelegte Familiensaga blieb unvollendet. Als Übersetzer widmete Kabak sich u. a. den Werken Stendhals.
Kabak starb 1944 in Jerusalem und wurde auf dem Ölberg begraben.